# Îlet Duberran
L'îlet Duberran est un îlet inhabité situé dans le Grand Cul-de-sac marin, appartenant administrativement à Morne-à-l'Eau en Guadeloupe.
Selon la plus haute autorité internationale en matière de délimitation des mers, l'Organisation hydrographique internationale (OHI), dans sa publication de renommée mondiale, « Limites des océans et des mers », 3e édition de 1953 il fait partie de la mer des Caraïbes comme l'ensemble de la Guadeloupe.

## Galerie

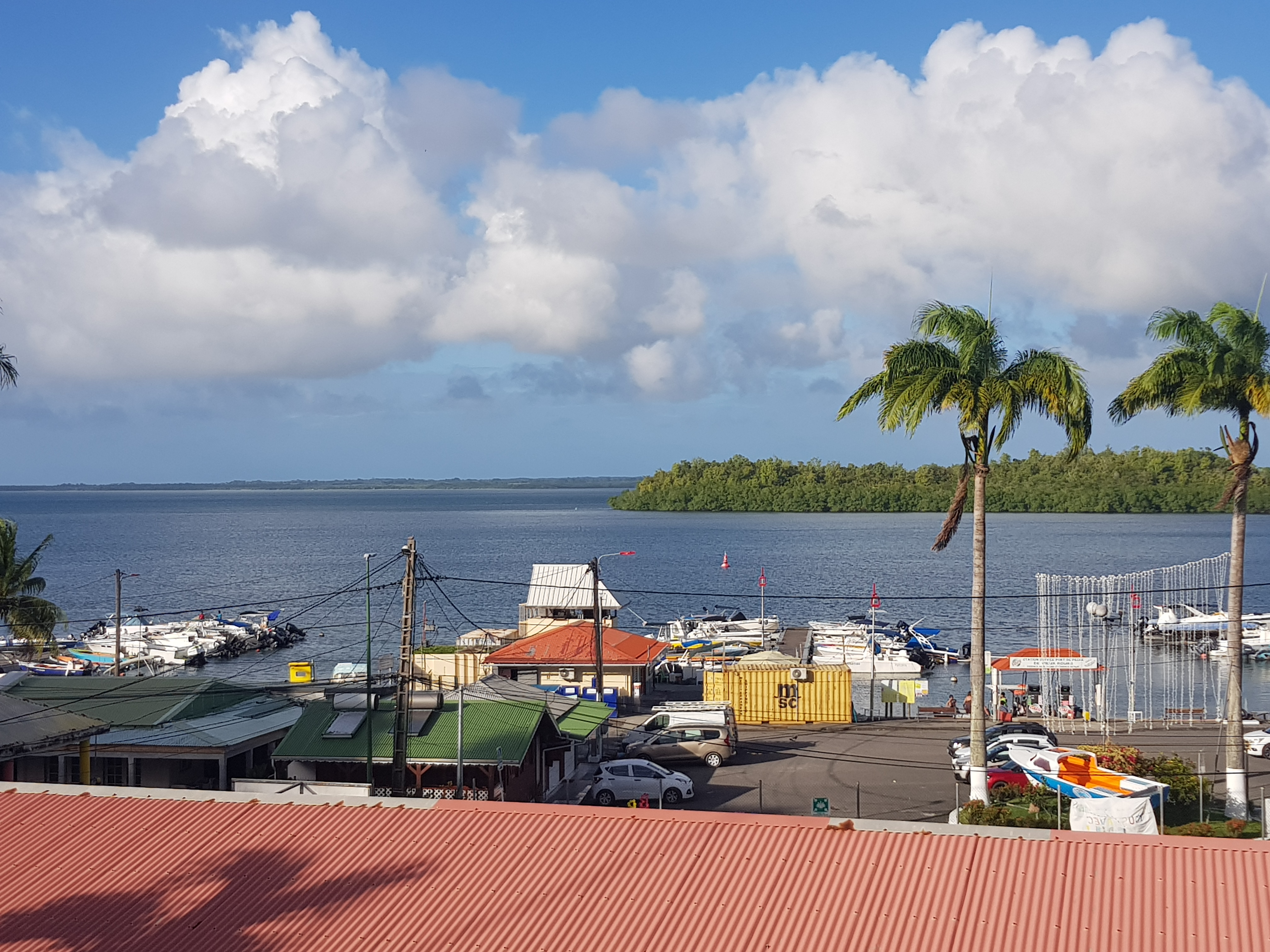
Vieux-Bourg, vue sur l'îlet Duberran
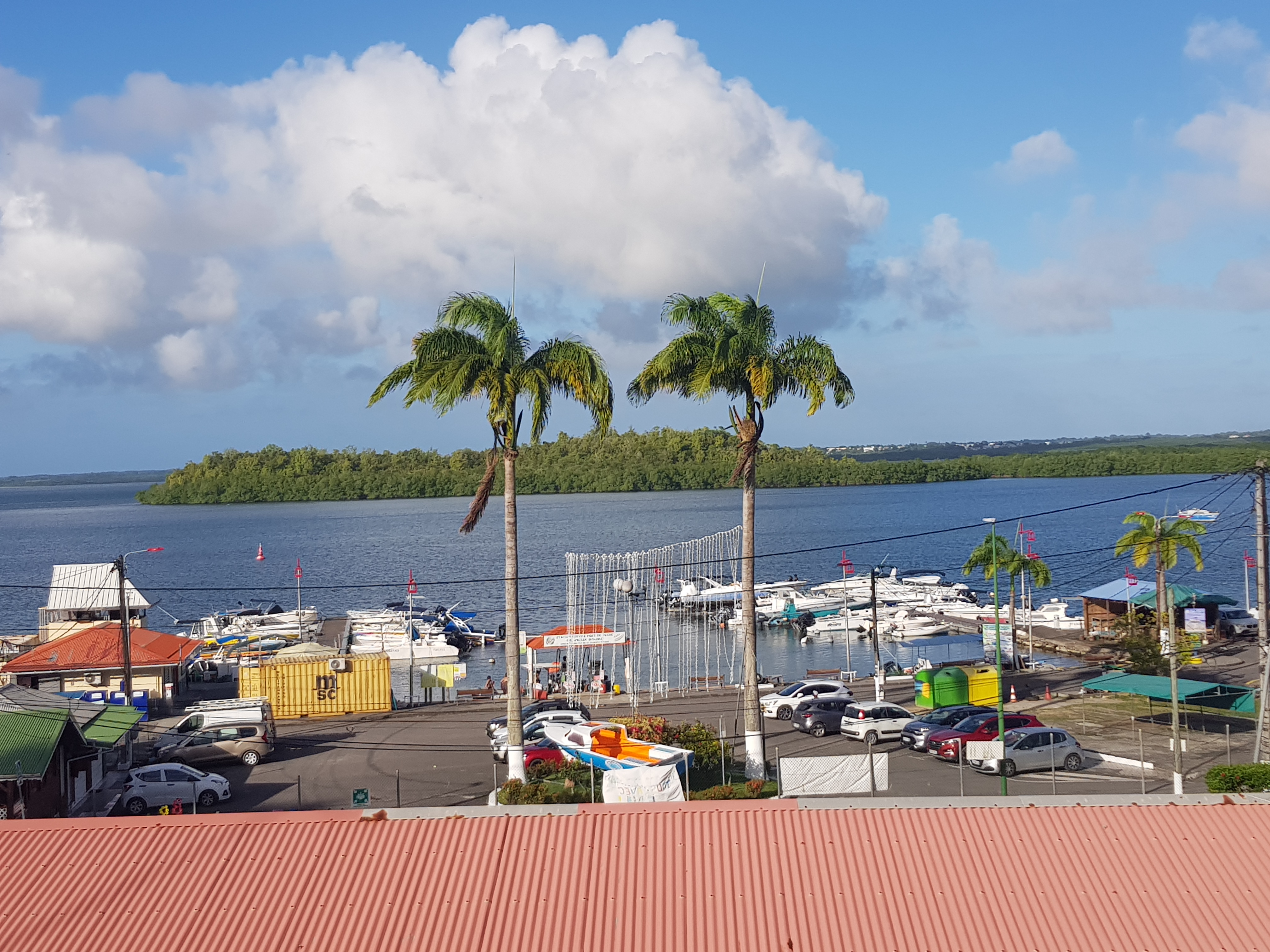
Ilet Duberran vu de Vieux-Bourg
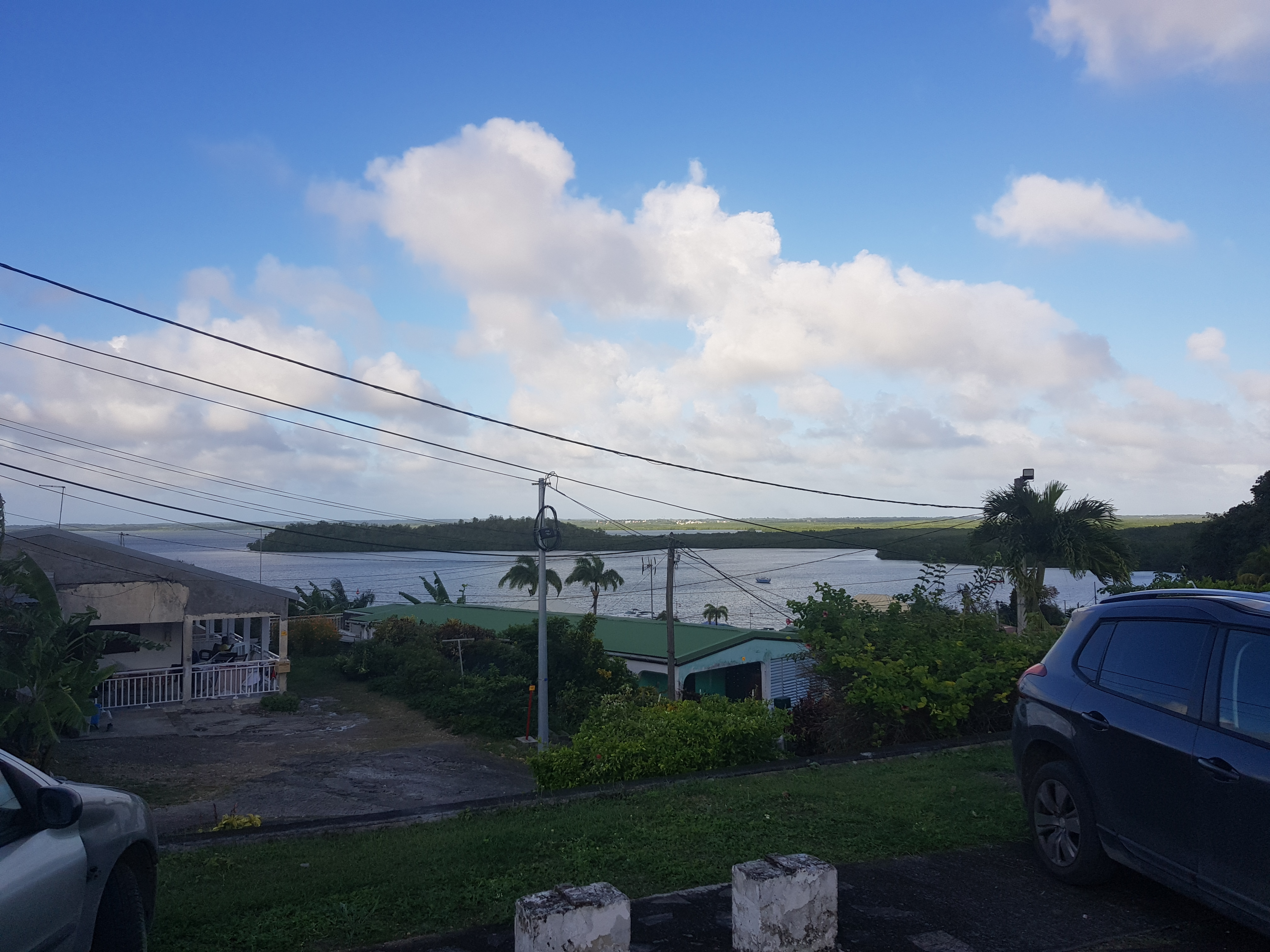
Vue sur l'îlet Duberran par les hauteurs de Vieux-Bourg